# Паинью (Португалия)
Паинью (порт. Painho) — район (фрегезия) в Португалии, входит в округ Лиссабон. Является составной частью муниципалитета Кадавал. По старому административному делению входил в провинцию Эштремадура. Входит в экономико-статистический субрегион Оэште, который входит в Центральный регион. Население составляет 1367 человек на 2001 год. Занимает площадь 8,70 км².
Покровителем района считается Святой Дух (порт. Espírito Santo).